# Charles Racine
Charles Racine (* 26. Mai 1927 in Moutier; † 8. Februar 1995 in Zürich) war ein Schweizer Lyriker.

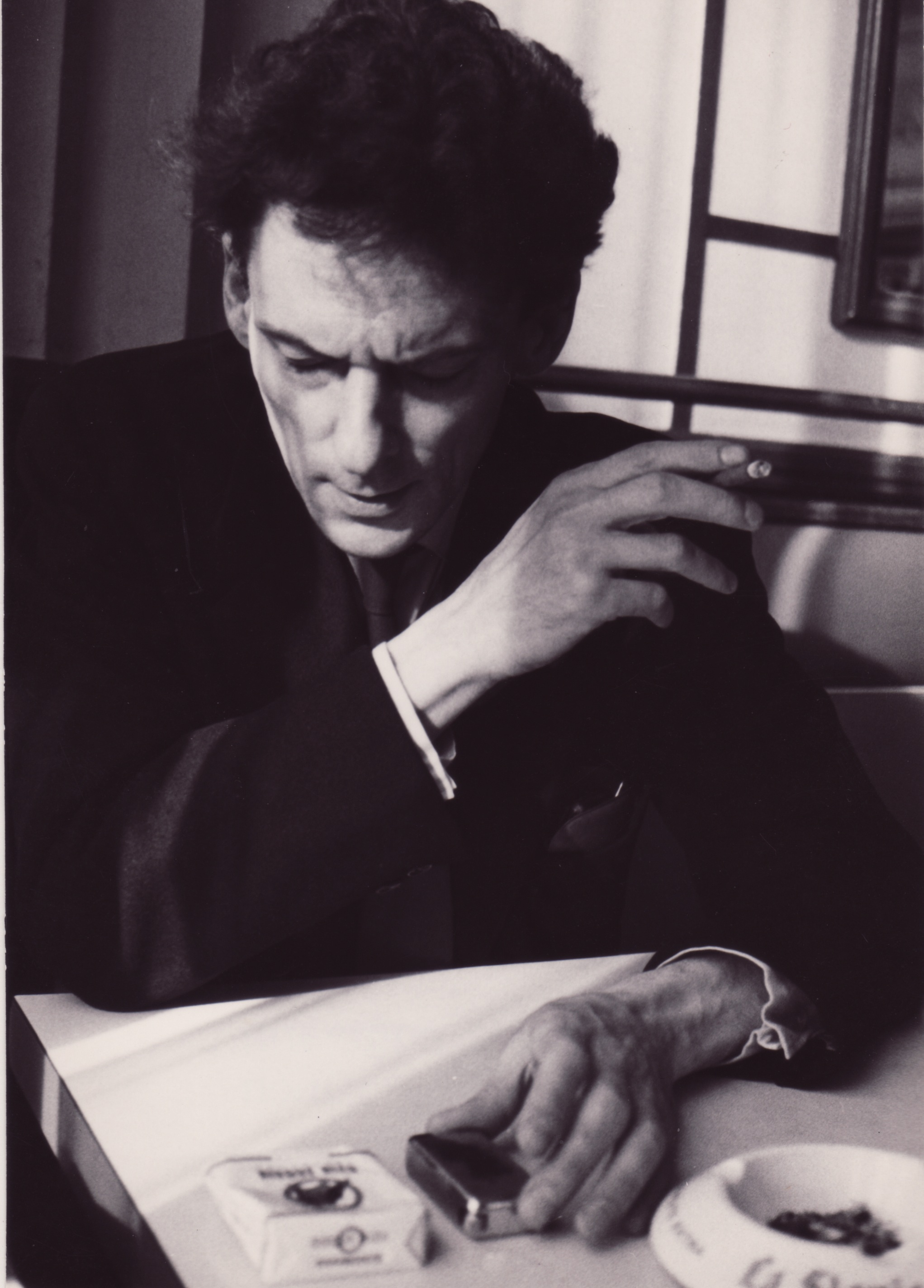
Charles Racine (1967)

## Leben
Racine wurde in Moutier geboren und wuchs bis zu seinem achten Lebensjahr bei seinem Grossvater in Madretsch bei Biel auf, danach bei seiner Mutter und seinem Stiefvater im jurassischen Dorf Sonceboz. Seinen jüdischen Vater hat er nicht gekannt. Obwohl sein familiäres Umfeld eher bildungsfern war, begann er im Alter von 15 Jahren Gedichte zu schreiben und suchte den Kontakt zu Charles-Ferdinand Ramuz. Eine Lehre und das anschliessend besuchte Gymnasium brach er ab.
Er verliess sein Heimatdorf und begab sich für längere Zeit auf Reisen, ehe er in Paris als Archivar für die Witwe von Romain Rolland arbeitete und mehrere Jahre als Gemüse- und Geflügelzüchter im Burgund zubrachte. Um 1953 kehrte er in die Schweiz zurück und arbeitete als Übersetzer für Werbeagenturen, vor allem in Zürich. Nach Aufenthalten in Berlin und Paris hatte er ab den frühen 1960er Jahren seinen Wohnsitz in Zürich und pendelte regelmässig zwischen Zürich und Paris.
1962 bot ihm Jean Paulhan an, seine Gedichte in der Zeitschrift Nouvelle Revue Française zu veröffentlichen, Racine fühlte sich jedoch noch nicht bereit dazu. 1963 und 1964 erschienen dann beim Typographen und Verleger Adolf Hürlimann in Zürich zwei Broschüren als Privatdruck. Durch Vermittlung von Georges Poulet, Professor für Romanistik an der Universität Zürich, erschienen 1965 in der Zeitschrift Mercure de France erstmals Gedichte in Frankreich. In der Folge publizierte er weitere Texte in französischen Literaturzeitschriften, u. a. L’Éphémère, Po&sie und Argile. 1967 erhielt er den Preis der Fondation Maeght und in der Folge Stipendien der Caisse Nationale de Lettres in Paris. 1975 erschien mit Le sujet est la clairière de son corps im Verlag der Fondation Maeght sein einziges zu Lebzeiten erschienenes Buch. Es enthielt auch Lithografien des mit ihm befreundeten Eduardo Chillida. Sowohl in Paris wie in Zürich war er Teil der Künstlerszene. In Paris freundete er sich mit Alberto Giacometti, Yves Bonnefoy, Jacques Dupin, Paul Celan, Jean Daive und Antoni Tàpies an, in Zürich verkehrte er mit Hans Aeschbacher, Alex Sadkowsky, Paul Nizon, Hugo Loetscher und ab den 1970er Jahren mit Gérard Zinsstag. Ein wichtiger Gesprächspartner war auch der Literaturwissenschaftler Peter Grotzer. Nach 1980 zog sich Racine immer stärker aus der Öffentlichkeit zurück, schrieb aber weiter an seinem Werk, ohne zu publizieren. Er starb 1995 in Zürich.
Racine war in dritter Ehe mit der Lektorin Gudrun Racine, der Tochter von Konrad Bänninger, verheiratet.

## Werk
Racine hat Gedichte und lyrische Prosa im Umfang von etwa 12’000 Seiten geschrieben, von denen nur ein Teil veröffentlicht ist. Zwischen 2013 und 2017 erschien eine dreibändige Werkausgabe. Ab 1981 erschienen in der Übersetzung von Felix Philipp Ingold einzelne Gedichte auf Deutsch, zunächst in Zeitschriften, Zeitungen, einer Anthologie und auf einem Online-Portal, 2019 auch in Buchform beim Limmat Verlag.
Roman Bucheli hebt hervor, «wie heterogen und geradezu ostentativ unvollendet dieses Werk ist». Bis ins Schriftbild hinein habe sich die «Melancholie des Unabschliessbaren und des Fragmentarischen» in die Gedichte eingeschrieben. Als wiederkehrende Themen macht er «das Schweigen, de[n] Tod und die Vergänglichkeit, aber zugleich auch das unerschütterliche Vertrauen in die Kraft der Sprache» aus. Die Gedichte erzählten von ihrem eigenen Verschwinden, das sie selbst heraufbeschwören würden. Sie seien von «fiebriger Flüchtigkeit und schwereloser Durchsichtigkeit» und darin den Skulpturen Alberto Giacomettis vergleichbar.
Felix Philipp Ingold meint, dass sich Racines Dichtung «als ein grosses Gedicht zu erkennen» gebe. Sie sei «syntaktisch wie stilistisch vielfach gebrochen»: «Durchwirkt ist dieses […] Werk von starken, oft gewalthaften, bisweilen auch pathetisch überhöhten Metaphern; es wird angereichert durch sperrige philosophische und poetologische Brocken; leitmotivisch aber auch aufgehellt durch zarte, gleichsam transparente Bilder aus dem für Racine zentralen poetischen Einzugsbereich der ›Lichtung‹ (clairière), der sich bald zum ›Feuer‹, bald zum ›Himmel‹ hin erweitert.»
Gudrun Racine sieht als wiederkehrendes Thema «das Schreiben selbst und die Frage nach dem Weg des Texts.» Dabei sei Racines Poetik dem Konzept vom «Tod des Autors» verpflichtet: «Der Dichter aus Fleisch und Blut versucht, etwas von diesem Lebendigen aufs Papier zu bringen. Es ist sein Risiko. Alles, was er fertigbringt, ist ein Skelett aus Knochen, das erst wieder auferstehen kann durch die Lektüre des Lesers. Im anderen Fall bleibt es toter Buchstabe.» Nach Charles Linsmayer ist Racine sogar der Ansicht, «dass genau jene Leserinnen und Leser, zu denen er so schwer den Zugang fand, die Einzigen seien, die mit seinen Gedichten etwas anfangen könnten, während ihr Schöpfer selbst vor einem Rätsel stehe». Ähnlich hatte bereits André Wyss festgestellt, dass nach Racines Auffassung «die Interpretation seiner eigenen Gedichte für den Dichter unmöglich» sei.
Für Linsmayer stellt sich Racine mit dieser Auffassung in die Tradition der avantgardistischen Dichtung «von Mallarmé bis Antonin Artaud und Francis Giauque». Für Ingold hingegen ist Racines Werk «keiner historischen Stilformation zuzuordnen». Am ehesten erinnert es ihn an die vorsokratischen Fragmente oder an Blaise Pascals Gedanken.

## Vertonungen
Gérard Zinsstag hat zwei Stücke zu Gedichten von Charles Racine komponiert: Hommage à Charles Racine (1996/97) für Mezzosopran und Ensemble sowie Incantation (2017) für Flöte. Walter Feldmann komponierte die Stücke lueur de lettres (2021, für Sopran, Trompete und Orgel) und chant de lettres (2022, für Orgel), letzteres zu Racines Gedicht Je suis revêtu du manteau de la solitude. Das Gespräch zwischen Jean Daive und Charles Racine auf France Culture aus dem Jahr 1976 wurde später mit Feldmanns Musik unterlegt.

## Veröffentlichungen
Buchveröffentlichungen zu Lebzeiten
- Sapristi. Adolf Hürlimann, Zürich 1963 (Privatdruck).
- Buffet d’orgue. Adolf Hürlimann, Zürich 1964 (Privatdruck).
- Le sujet est la clairière de son corps. Mit Lithographien von Eduardo Chillida. Éditions Maeght, Paris 1975.

Werkausgabe
- Légende posthume. Œuvres I. Hrsg. von Frédéric Marteau und Gudrun Racine. Mit einem Vorwort von Yves Peyré. Grèges, Montpellier 2013, ISBN 978-2-915684-40-7.
- Y a-t-il lieu d'écrire? Œuvres II. Hrsg. von Frédéric Marteau und Gudrun Racine. Grèges, Montpellier 2015, ISBN 978-2-915684-41-4.
- Poésie ne peut finir. Œuvres III. Hrsg. von Frédéric Marteau und Gudrun Racine. Mit einem Vorwort von Jean Daive. Grèges, Montpellier 2017, ISBN 978-2-915684-50-6.

Auf Deutsch
- Lichtbruch/Bris de lumière. Gedichte Französisch und Deutsch. Übersetzt von Felix Philipp Ingold. Hrsg. von Gudrun Racine. Limmat, Zürich 2019, ISBN 978-3-85791-882-7.

## Auszeichnungen
- 1967: Prix de la Fondation Maeght
- 1970: Werkauftrag von Pro Helvetia für Le sujet est la clairière de son corps
- 1976: Werkjahr des Kantons Zürich
- 1979: Literaturpreis des Kantons Bern